# Yaxeni Oriquen
Yaxeni Milagros Oriquen-García Pérez (Cabimas, 3 de septiembre de 1966) es una fisicoculturista venezolana profesional de la IFBB (International Federation of Body Building), también es entrenadora personal y asesora de nutrición y belleza. Es la única latinoamericana en ganar un Ms. Olympia.

## Biografía
Es la más joven de ocho hermanos, su paso por el culturismo comenzó en 1993 cuando ganó el campeonato nacional de Venezuela, los sudamericanos, iberoamericanos y centroamericanos de culturismo. Su tarjeta como profesional de la IFBB la consiguió al ganar los campeonatos generales en Puerto Rico.
Luego se mudó a Estados Unidos donde conseguiría un décimo lugar en el Jan Tana Pro Classic, después de buenas actuaciones en varias competiciones de culturismo en ese país consiguió el primer lugar en sus dos más grandes títulos el Ms. International en 2008 y el Ms. Olympia en 2005.
Cabe acotar que es la única persona latinoamericana en ganar un olympia desde que Sergio Oliva lo ganara de 1967 hasta 1969, y la que dio el empuje necesario para que otra latina este participando en el Ms. Olympia, la venezolana Betty Viana.
Es evangelista y actualmente trabaja como entrenadora profesional en South Beach de Miami Beach-Forjas de Florida.

## Medidas
- Bíceps:(17,5 pulg)
- Gemelos:(20 pulg)
- Cuadriceps: (28 pulg)

## Títulos profesionales
- 1993 - 1.er venezolanos
- 1993 Iberoamericana - 1ª
- 1993 Sur de América - 1ª
- 1993 Campeonato de América Central - 1º
- 1994 Ene Tana Classic - 10º
- 1994 IFBB Gran Premio de Praga - 6 de
- 1995 Ene Tana Classic - 9 de
- 1995 IFBB Gran Premio de Praga - 5º
- 1996 Ene Tana Clásico - 12
- 1996 IFBB Gran Premio de Praga - 6 de
- 1996 IFBB Gran Premio de Eslovaquia - 6º
- 1997 Ene Tana Classic - 6º
- 1998 Sra Internacional - 11
- 1998 Ene Tana Classic - 4º
- 1998 IFBB Sra. Olimpia - 10º
- 1999 Sra Internacional - 18 de
- 1999 Ene Tana Classic - 2º
- Pro Extravaganza 1999 de las mujeres - 3ª
- 1999 Campeonato Mundial Pro - 6º
- 1999 IFBB Sra. Olimpia - 10º
- 2000 Sra Internacional - 6ª (HW)
- 2000 Ene Tana Classic - 5º (HW)
- 2000 IFBB Sra. Olimpia - 4º (HW)
- 2001 Sra Internacional - 4º (HW)
- 2001 Ene Tana Classic - 2º (HW)
- 2001 IFBB Sra. Olimpia - 3ª (HW)
- 2002 Sra Internacional - 1.ª (HW y general)
- 2002 GNC despliegue de fuerza - 1.ª (HW y general)
- 2002 IFBB Sra. Olimpia - 4º (HW)
- 2003 Sra Internacional - 1.ª (HW y general)
- 2003 IFBB Sra. Olimpia - 3ª (HW)
- 2004 Sra Internacional - 2º (HW)
- 2004 GNC despliegue de fuerza - 1.ª (HW y general)
- 2004 IFBB Noche de Campeones - 1.ª (HW)
- 2004 IFBB Sra. Olimpia - 3ª (HW)
- 2005 Sra Internacional - 1.ª (HW y general)
- 2005 IFBB Sra. Olimpia - 1ª
- 2006 Sra Internacional - 3ª
- 2006 IFBB Sra. Olimpia - 7ª
- 2007 Sra Internacional - 2º
- 2007 IFBB Sra. Olimpia - 3ª
- 2008 Sra Internacional - 1ª
- 2008 IFBB Sra. Olimpia - 3ª
- 2009 Sra Internacional - 3ª
- 2009 IFBB Sra. Olimpia - 5º
- 2010 de Phoenix Pro - 2º
- 2010 Sra Internacional - 2º
- 2010 IFBB Sra. Olimpia - 2º
- 2011 Sra Internacional - 2º
- 2011 IFBB Sra. Olimpia - 2º
- 2012 Sra Internacional - 1ª
- 2012 IFBB Sra. Olimpia - 3ª
- 2013 Sra Internacional - 2º
- 2013 IFBB Sra. Olimpia - 4º
- 2014 IFBB Sra. Olimpia - 5º
- 2015 IFBB Alas de la Fuerza de levantamiento Campeonato Mundial de Phoenix - 4º